# Rhithroperla penai
Rhithroperla penai är en bäcksländeart som beskrevs av Joachim Illies 1963. Rhithroperla penai ingår i släktet Rhithroperla och familjen Gripopterygidae. Inga underarter finns listade i Catalogue of Life.